# Municipio de Van Buren (condado de Daviess)
El municipio de Van Buren (en inglés: Van Buren Township) es un municipio ubicado en el condado de Daviess en el estado estadounidense de Indiana. En el año 2010 tenía una población de 2552 habitantes y una densidad poblacional de 31,92 personas por km².

## Geografía
Según la Oficina del Censo de los Estados Unidos, tiene una superficie total de 79.94 km², de la cual 78,26 km² corresponden a tierra firme y (2,1 %) 1,68 km² es agua.

## Demografía
Según el censo de 2010, había 2552 personas residiendo en el municipio de Van Buren. La densidad de población era de 31,92 hab./km². De los 2552 habitantes, el municipio de Van Buren estaba compuesto por el 98,86 % blancos, el 0,63 % eran afroamericanos, el 0,04 % eran asiáticos y el 0,47 % eran de una mezcla de razas. Del total de la población el 0,2 % eran hispanos o latinos de cualquier raza.